# Колиба (Братислава)

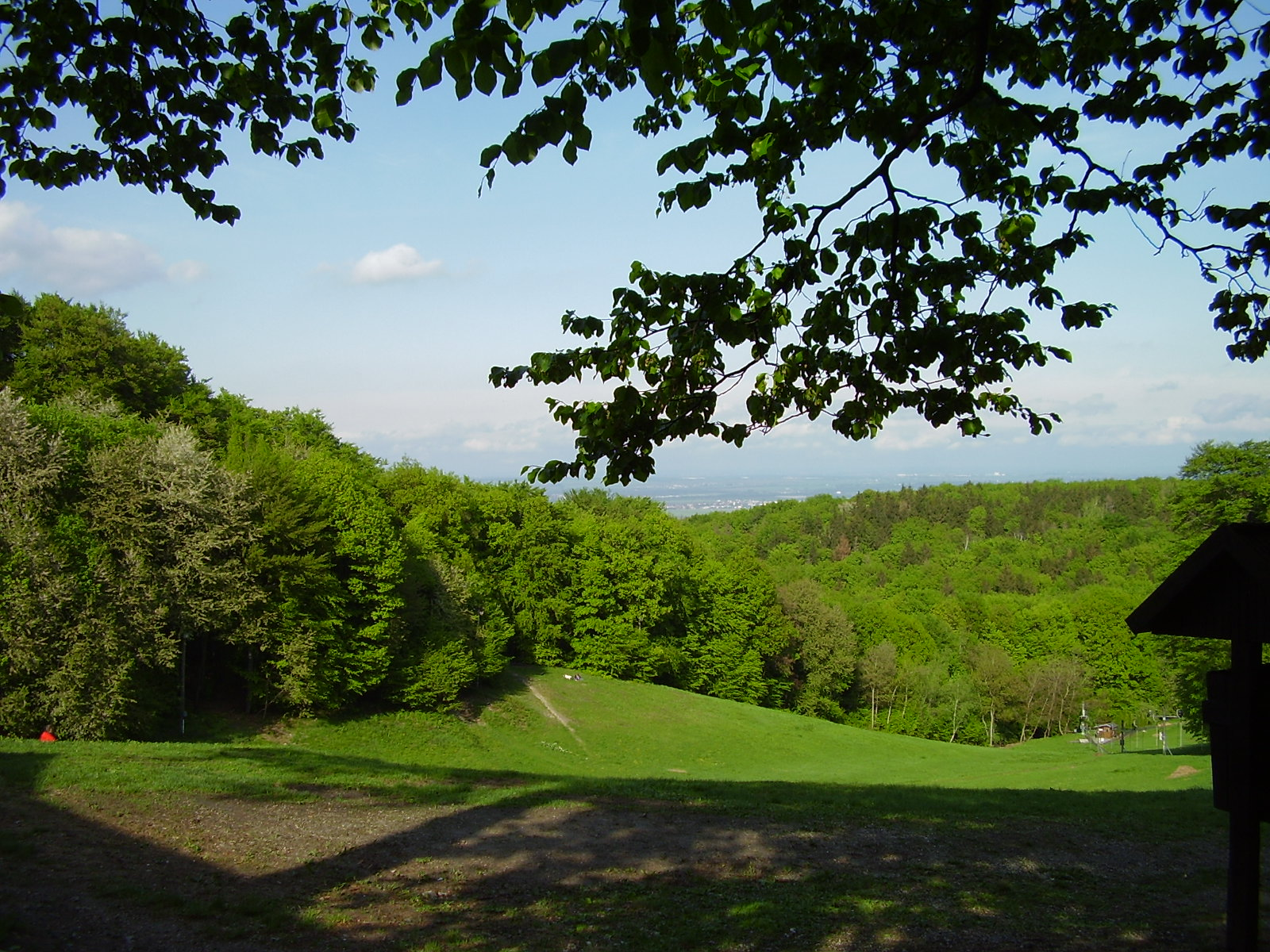
Луг на склоне Колибы

Колиба — микрорайон Братиславы, округа Братислава III, района Нове-Место, Словакия. Название происходит от бывшей таверны Strohhütte (соломенная хижина), который позднее в народе назвали сарай (словац. Koliba), из которого и вышло имя района.
Расположен у подножья Малых Карпат, часть района занимает Братиславский лесной парк. На окраине Колибы расположен холм Камзик, на котором в свою очередь построена телебашня Камзик. Колиба известна в первую очередь киностудией, расположенной в районе.
В 2005 году была реконструирована канатная дорога Железна студенка-Колиба, предназначенная прежде всего для туристов и велосипедистов.